# Řekomyšovití
Řekomyšovití (Thryonomyidae) je čeleď hlodavců z podřádu Hystricomorpha (dikobrazočelistných), infrařádu Hystricognathi. Zahrnuje jediný rod řekomyš (Thryonomys) se dvěma druhy žijícími na západě, na východě a na jihu Afriky.
Řekomyši jsou velcí zavalití hlodavci. Přes svou velikost se však dokáží velmi rychle pohybovat. Žijí v savanách – oblastech s vysokou travou, která jim poskytuje úkryt a slouží i jako obživa.

## Výskyt
Řekomyši žijí v africkém kontinentu od subsaharské Afriky na severu až po Jihoafrickou republiku na jihu. Obývají savany a další oblasti s vysokou travou.
Řekomyšovití se oddělili od ostatních hlodavců přibližně před 30 miliony lety: v Africe se jejich předci vyskytovali od oligocénu do současnosti, v Evropě a Asii během miocénu.

## Taxonomie
Známý je jen jeden rod – Thryonomys – který obsahuje dva druhy:
rod Thryonomys – řekomyš
- druh Thryonomys swinderianus – řekomyš africká – žije na západě, na východě a na jihu Afriky,
- druh Thryonomys gregorianus – řekomyš menší – žije ve východní Africe.

## Vzhled
Řekomyši patří mezi velké hlodavce. Tělo je 350-610 mm dlouhé, ocas měří 65-260 mm. Váží 4–7 kg, ale jsou známi i jedinci do 10 kg. Srst je hrubá a naježená, podsada chybí. Na svrchní straně je těla hnědavá s nádechem dožluta nebo došeda, na spodní bělavá, někdy došeda. Ocas porostlý řídkými krátkými naježenými chlupy je u kořene hnědavý, ke konci špinavě bílý.
Tělo je velké a podsadité. Má krátké kulaté uši, jejichž konce vyčnívají nad srst. Na zadních nohách má čtyři prsty, na předních nohách pět, ale jen prostřední tři jsou plně vyvinuté. V silných čelistech má celkem 20 oranžových zubů – jejich zubní vzorec je
- 1.0.1.3
- 1.0.1.3

Samice mají dva až tři páry mléčných žláz.

## Způsob života
Řekomyši jsou aktivní především v noci. Přes svou zavalitost to jsou hbitá a rychlá zvířata, při vyrušení dokáží nečekaně rychle prchat hustou vegetací. Dobře plavou a potápějí se. Bylo zjištěno, že populační hustota je asi 1 jedinec na hektar.
Jsou to býložravci – konzumují především trávu, rákos i kůru stromů, ale také ořechy, ovoce a jiné plody, které najdou na zemi. Řekomyši působí škody na plantážích cukrové třtiny, kukuřice, prosa, manioku nebo podzemnice olejné. Ohryzávají také kosti nebo i skály, zřejmě kvůli svým zubům.

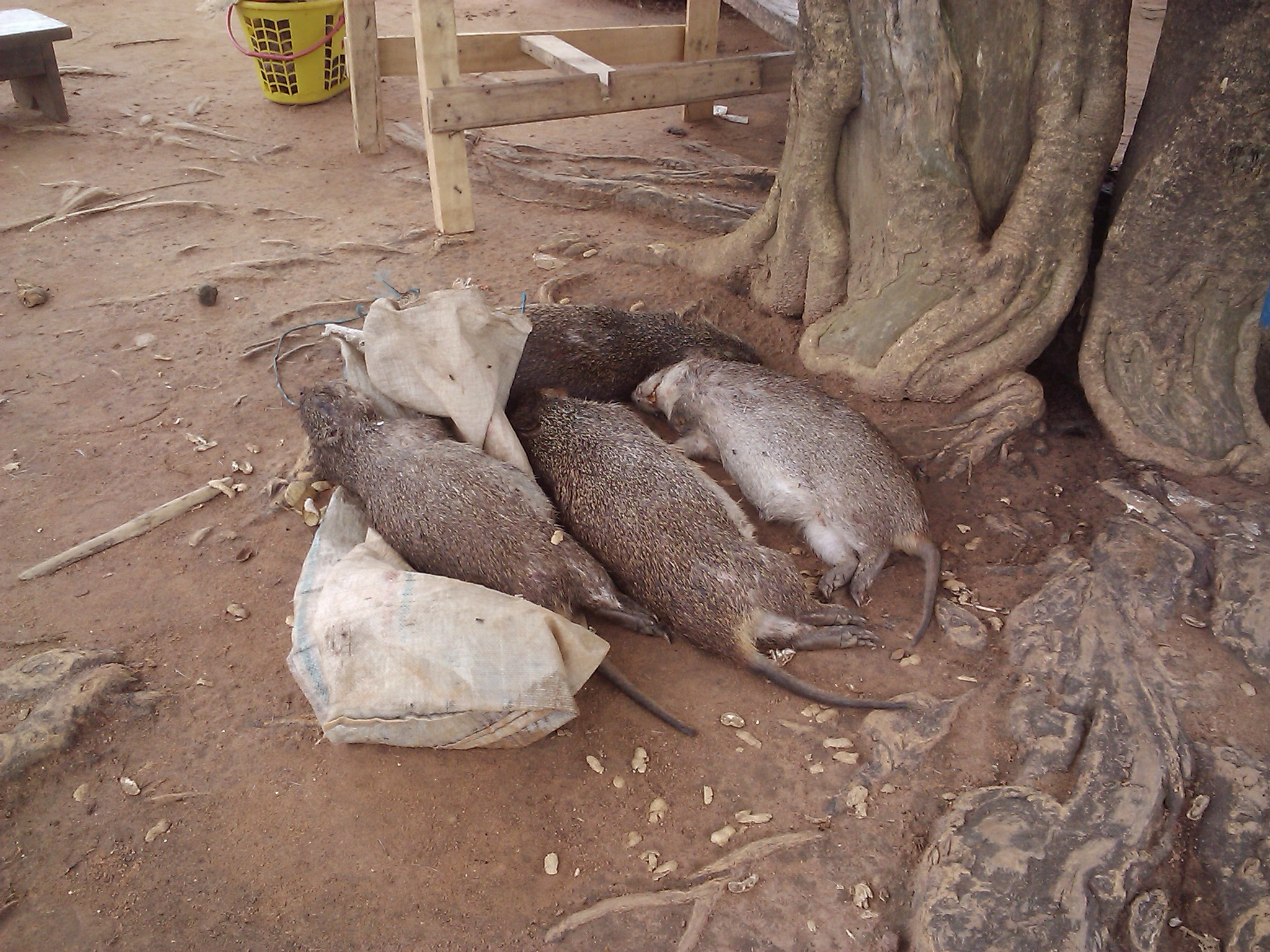
Ulovené řekomyši na trhu v Pobřeží slonoviny

V tropických oblastech mívají dva vrhy ročně, v jižní Africe obvykle jen jeden v období od června do srpna. Po březosti trvající v průměru 155 dní rodí obvykle 4 mláďata. Ta váží kolem 129 g a mají otevřené oči, jsou osrstěná a brzy začínají běhat. Sexuálně dospívají ve věku jednoho roku. V zajetí se dožívají čtyř let.
Oba druhy řekomyší se často stávají kořistí servalů nebo hadů (krajty). Jsou však také loveny domorodým obyvatelstvem: jejich maso je ceněno více než hovězí, vepřové nebo skopové. Proto se někdy chovají na farmách.

## Stupeň ohrožení
Podle výzkumů IUCN nejsou populace ani jednoho druhu řekomyši zásadně ohroženy.